# Delacroix (cràter)
Delacroix és un cràter d'impacte en el planeta Mercuri de 158 km de diàmetre. Porta el nom del pintor francès Eugène Delacroix (1798-1863), i el seu nom va ser aprovat per la Unió Astronòmica Internacional el 1979.